# یواس‌اس نوادا (اس‌اس‌بی‌ان-۷۳۳)
یواس‌اس نوادا (اس‌اس‌بی‌ان-۷۳۳) (به انگلیسی: USS Nevada (SSBN-733)) یک زیردریایی است که طول آن ۵۶۰ فوت (۱۷۰ متر) می‌باشد. این زیردریایی در سال ۱۹۸۵ ساخته شد.